# 威爾明頓 (伊利諾伊州格林縣)
威爾明頓（英語：Wilmington）是位於美國伊利諾伊州格林縣的一個村落。

## 地理
威爾明頓的座標為39°28′57″N 90°29′23″W / 39.48250°N 90.48972°W，而該地最高點為海拔高度207米（即679英尺）。

## 人口
根據2010年美國人口普查的數據，威爾明頓的面積為2.04平方千米，當中陸地面積為2.04平方千米，而水域面積為0.00平方千米。當地共有人口142人，而人口密度為每平方千米69人。